# Blackstone
The Blackstone Group Inc. (скраћено: Blackstone) је америчка компанија за приватни капитал са седиштем у Њујорку, Сједињене Америчке Државе. Основана је 1985. године од стране Питера Г. Петерсона и Стива Шварцмана. Компанија послује глобално, управљајући инвестицијама у приватном капиталу, некретнинама, кредитима и хеџ фондовима, са присуством у преко 30 земаља.

## Историја
Blackstone је основан 1985. године као консултантска фирма, прелазећи на управљање инвестицијама 1987. године са лансирањем свог првог фонда приватног капитала. Године 1991. компанија је почела да се бави некретнинама, а 1992. је покренут први некретнински фонд. У 1999. извршена је иницијална јавна понуда (IPO) на Њујоршкој берзи, подижући 414 милиона долара. Године 2007. Blackstone је купио хотелску компанију Hilton Hotels Corporation за 26 милијарди долара, једну од највећих трансакција у тој години. Током финансијске кризе 2008, компанија је наставила рад на реструктурирању инвестиција, а у 2019. години достигла је 545 милијарди долара имовине под управљањем. Од 2023. године, Blackstone управља имовином вредном преко 1 билион долара.

## Делатност
Blackstone делује кроз четири главна сегмента: приватни капитал, некретнине, кредити (укључујући хеџ фондове) и инфраструктура. Компанија управља инвестиционим фондовима за институционалне и приватне инвеститоре, укључујући пензионе фондове и суверене фондове. Њени производи обухватају фондове за куповину предузећа, некретнинске инвестиције и стратшке кредитне фондове.

## Цитати из медија
- „Blackstone, основан 1985. године од стране Питера Петерсона и Стива Шварцмана, почео је као консултантска фирма пре него што се преоријентисао на управљање инвестицијама.“[2]
- „У 2007. години, Blackstone је купио Hilton Hotels Corporation за 26 милијарди долара, што је једна од највећих аквизиција у хотелском сектору те године.“[3]
- „Од 2023. године, Blackstone управља имовином вредном преко 1 билион долара, радећи са клијентима широм света, укључујући институционалне инвеститоре.“[4]